# Tillandsia intumescens
Tillandsia intumescens är en gräsväxtart som beskrevs av Lyman Bradford Smith. Tillandsia intumescens ingår i släktet Tillandsia och familjen Bromeliaceae.

## Underarter
Arten delas in i följande underarter:
- T. i. brevilamina
- T. i. intumescens